# Adobe Audition
Adobe Audition is een computerprogramma voor het opschonen en bewerken van audiobestanden, of bestaande muziekbestanden van effecten en verbetering voorzien.

## Geschiedenis
Begin jaren 1990 werd het programma Cool Edit ontwikkeld door Syntrillium. Door beperkingen van de destijds beschikbare pc-hardware waren audiobewerkingen niet omkeerbaar. Cool Edit Pro kwam enkele jaren later uit en voegde meersporenopname toe aan de mogelijkheden. Versie 2 van Cool Edit Pro had de mogelijkheid om bewerkingen ongedaan te maken.
Adobe Systems kocht Syntrillium Software in mei 2003 voor 16,5 miljoen dollar, en hernoemde Cool Edit naar Audition. De eerste versies waren slechts een gepolijste uitvoering, in latere versies voegde Adobe steeds meer mogelijkheden toe, zoals ondersteuning voor VST.

## Mogelijkheden
Een selectie van de mogelijkheden zijn:
- Invoegen van tonen en stiltes
- Ruisonderdrukking
- Genereren van ruis
- Genereren van synthetische spraak
- Getimede opnamen
- Stereo Expander-effect
- Dolby Digital-ondersteuning
- Uploaden naar SoundCloud
- Automatische spraakafstemming
- Ondersteuning voor verschillende audioformaten, zoals MP3, mp3PRO, WAV, WMA en VOX.

## Versies
| Datum            | Versie        | Opmerkingen                                              |
| ---------------- | ------------- | -------------------------------------------------------- |
| 18 augustus 2003 | 1             |                                                          |
| 17 januari 2006  | 2             |                                                          |
| 8 november 2007  | 3             |                                                          |
| 11 april 2011    | 4 (CS5.5)     | onderdeel van Creative Suite                             |
| 23 april 2012    | 5 (CS6)       |                                                          |
| 17 juni 2013     | 6 (CC)        | hernoemd naar Audition CC (onderdeel van Creative Cloud) |
| juni 2014        | 7 (CC 2014)   |                                                          |
| juni 2015        | 8 (CC 2015)   |                                                          |
| juni 2016        | 9 (CC 2015.2) |                                                          |
| november 2016    | 10 (CC 2017)  |                                                          |

## Soundbooth
In maart 2007 ontwikkelde Adobe een vereenvoudigde versie van Audition, en bracht deze software onder de naam Soundbooth op de markt als onderdeel van Creative Suite 3. Het programma was gericht op gebruikers die een eenvoudig bewerkingsprogramma nodig hadden, zonder de volledige mogelijkheden van Adobe Audition.
Soundbooth werd stopgezet op 24 april 2011.